# Dermis papilar
La dermis papilar es una de las dos capas que componen la dermis, siendo la más superficial. Está constituida fundamentalmente por tejido conectivo laxo. Se ubica inmediatamente por debajo de la epidermis, nutriéndola.

## Características histológicas
Sus fibras de colágeno (principalmente de tipo III) son delgadas. Las fibras elásticas son filiformes y forman un reticulado irregular.

### Morfología, vascularización e inervación
La capa papilar es relativamente fina e incluye la sustancia de las papilas y las crestas dérmicas.
Contiene vasos sanguíneos que irrigan pero no penetran en la epidermis. Presenta prolongaciones nerviosas, algunas de las cuales finalizan en la dermis y otras perforan la lámina basal y penetran el compartimiento epitelial.
El hecho de que las vasos sanguíneos estén muy concentrados y estrechamente agrupados entre sí es el responsable de que éstos sean bien visibles en las papilas dérmicas.